# Ejército del Septentrión
O Ejército del Septentrión (Exército do Norte) foi um exército que operou em um extenso território da Nicarágua - que incluía os atuais departamentos de Matagalpa, Jinotega e Nueva Segovia, Madriz e Estelí - durante a Guerra Nacional da Nicarágua.

## História
O combate da fazenda "San Jacinto" em 14 de setembro de 1856 foi o resultado de seis meses de resistência ao filibusterismo pelo "Ejército del Septentrión", organizado nas planícies de Chontales e no norte do país pelos chefes, oficiais e tropas leais ao presidente legitimista José María Estrada, que declarou em Matagalpa, em 20 de abril de 1856, estar disposto a "sustentar, até derramar a última gota de sangue, a independência nacional".
A cidade de Matagalpa foi a capital temporária da Nicarágua quando o Governo Provisório foi estabelecido. Dali partiram as duas comissões negociadoras consideradas as mais importantes da história do país, uma delas chefiada pelo general Tomás Martínez, com o propósito de unificar as forças patrióticas e lutar juntas contra os invasores. As comissões negociadoras foram concluídas de forma satisfatória em 12 de setembro de 1856 e, assim, pode-se dedicar à formação do Ejército del Septentrión, onde o coronel José Dolores Estrada Vado foi encarregado de defender a entrada de Matagalpa.
Os 800 homens que formaram o exército foram organizados em Matagalpa.
Posteriormente traçaram um plano para a defesa nacional e a derrota dos invasores juntamente com os vende-pátrias que haviam trazido os flibusteiros. Porém, coube ao Ejército del Septentrión (formado por mestiços, camponeses e índios oriundos do norte da Nicarágua) a tarefa de conduzir a derrota dos estadunidenses, já que não só combateram na Hacienda San Jacinto, mas também em Masaya, Granada e Rivas, onde também estavam os índios flecheiros de Matagalpa.